# Deutsch-pakistanische Beziehungen
Die deutsch-pakistanischen Beziehungen (Urdu: جرمنی اور پاکستان کے تعلقات) beschreiben die bilateralen Beziehungen zwischen den beiden Staaten Deutschland und Pakistan.
Sie bestehen seit der Unabhängigkeit Pakistans 1947 und sind seither stetig stärker geworden. Dies zeigt sich vor allem in den jährlich zunehmenden Handelsbeziehungen (siehe: Wirtschaftliche Beziehungen), einem regen, kulturellen Austausch, sowie mehreren deutschen Entwicklungshilfen zu Gunsten Pakistans. (siehe: Förderung und Entwicklungshilfen)
Deutschland wird durch die Botschaft in der pakistanischen Hauptstadt Islamabad, dem Generalkonsulat in Karatschi und dem Honorarkonsul in Lahore vertreten. Die pakistanische Botschaft befindet sich in Berlin, das Generalkonsulat in Frankfurt am Main und die Honorarkonsuln in Düsseldorf und Pullach im Isartal.

## Politische Beziehungen
2012 wurde erstmals zwischen Deutschland und Pakistan ein militärisches Abkommen geschlossen. Seitdem arbeiten die beiden Länder stetig im Kampf gegen den Terror, in und um Pakistan, zusammen. Rüstungsexporte gibt es zurzeit keine, sind jedoch in Diskussion.
„Wir werden gemeinsam ausloten, wie wir gegebenenfalls unsere Zusammenarbeit im Kampf gegen den Terror auch intensivieren können. […] Wir sind an der Seite Pakistans gemeinsam im Kampf gegen den Terror.“, äußerte sich Verteidigungsministerin Ursula von der Leyen bei ihrem Besuch in Islamabad im Dezember 2015.

## Wirtschaftliche Beziehungen
Seit dem Jahr 2010 ist Deutschland einer von Pakistans fünf größten Handelspartnern. Im Jahr 2013 betrugen der Export von Deutschland nach Pakistan 840,6 Mio. Euro und der Import rund 1 Mrd. Euro, 2019 stiegen die Exporte nach Pakistan auf etwa 1,8 Mrd. Euro bei Importen in Höhe von 1,1 Mrd. Euro.
Deutschland exportiert hauptsächlich Maschinen, chemische Erzeugnisse und Metalle, während Pakistan sich auf Bekleidung, Textilien und landwirtschaftliche Erzeugnisse spezialisiert.
Im Jahr 1997 wurde das Pakistan German Business Forum (PGBF) gegründet. Seit der Gründung dieser Non-Profit-Organisation haben sich die bilateralen Wirtschaftsbeziehungen zwischen Deutschland und Pakistan deutlich verstärkt. Die Organisation kann seit dem stetig steigende Mitgliederzahlen verbuchen. Der Sitz der PGBF befindet sich in der pakistanischen Großstadt Karatschi.
2014 wurden weitere Organisationen zum Zweck der Wirtschaftsförderung zwischen den beiden Staaten gegründet: In Deutschland die „G.A.T.E. to Pakistan e. V.“ mit Sitz in Pullach und in Pakistan die German Pakistan Trade and Invest ebenfalls mit Sitz in Karatschi.

## Förderung und Entwicklungshilfen

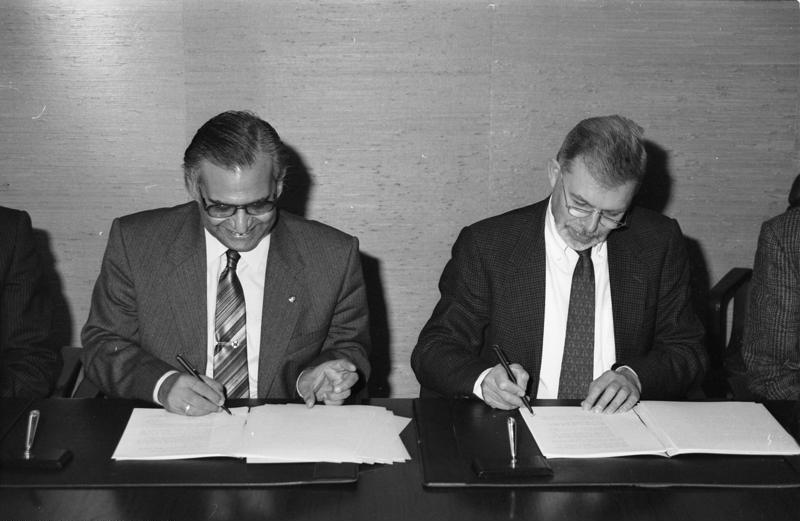
Unterzeichnung eines Verhandlungsprotokolls zwischen der Regierung der Bundesrepublik Deutschland und der Regierung der Islamischen Republik Pakistan über die Fortsetzung der entwicklungspolitischen Zusammenarbeit 1989

Seit 1961 arbeiten Deutschland und Pakistan gemeinsam an der weiteren Entwicklung Pakistans. Die Schwerpunkte liegen dabei in den Bereichen der Gesundheit, der Bildung, der Energiegewinnung und der Sicherung einer demokratischen, stabilen Regierung.
Die Deutsche Gesellschaft für Internationale Zusammenarbeit GmbH (GIZ) unterhält bis 2016 ein Projekt zur Reformierung des Bildungssystems.
„Das hohe Bevölkerungswachstum Pakistans und die damit verbundene Zunahme der arbeitsfähigen Personen belasten die Wirtschaft des Landes. Jedes Jahr drängen Millionen junger Menschen auf den Arbeitsmarkt. Da ihnen jedoch die nötigen Qualifikationen fehlen gelingt es ihnen nicht, eine Beschäftigung zu finden und zur wirtschaftlichen Entwicklung des Landes beizutragen.“, so die offizielle Webseite der Organisation.
Durch das Projekt soll es leichter werden, eine Berufsausbildung zu bekommen und die Qualität der Ausbildungen soll sich verbessern.
Deutsche Förderungen, wie unter anderem die Friedrich-Ebert-Stiftung und die Friedrich-Neumann-Stiftung unterstützen Pakistan beim Realisieren von Verbesserungen vor allem im Bereich der Menschenrechte und Frauenförderung, aber auch beispielsweise in deren Klimapolitik.

### Humanitäre Hilfeleistungen
2014 leistete die Bundesregierung Hilfsgelder in Höhe von 5,1 Milliarden Euro, um Pakistan bei der Bewältigung seiner größten Krisen zu unterstützen. Diese lassen sich hauptsächlich zusammenfassen in die Überschwemmungskrise, die Lage der Binnenvertriebenen in Konfliktgebieten und die Situation der afghanischen Flüchtlinge in Pakistan. Deutschland konzentriert seine Hilfe dabei hauptsächlich auf das Bauen von Unterkünften (für diverse Zielgruppen), sowie das Bereitstellen von Nahrung und Bildung für Flüchtlinge.